# Clube Desportivo de Paços de Brandão
O Clube Desportivo de Paços de Brandão é um clube português, com sede na vila e freguesia de Paços de Brandão, município de Santa Maria da Feira, distrito de Aveiro.

## História
Há cerca de 75 anos existiam em Paços dois clubes desportivos, cada um deles com a sua equipa de futebol. Eram eles o SUD (Sociedade União Desportiva) com o seu recinto desportivo na parte de cima da freguesia (onde actualmente se situa a fábrica do dragão) e o Paços de Brandão F.C. que utilizava o campo das Ameixoeiras, no lugar da Aldeia, o que fazia com que existisse uma grande rivalidade entre eles e com que em dias de jogos os adeptos aparecessem em grande número. Nessa altura todos os jogadores eram amadores e quase todos brandoenses. Há cerca de 55 anos e por razões diversas os clubes fecharam as portas, primeiro o SUD e cerca de um ano depois o PBFC. Assim sendo, alguns jogadores e porque eram realmente grandes jogadores acabaram por vestir outras camisolas, "Tarene" o U.Lamas, Pereira o Estoril, Guedes(Titi) e Alfredo Pais o F.C.Porto tendo este último sido pedra base da equipa e ter tido a honra de envergar a camisola da Selecção Nacional Portuguesa.
Nos anos seguintes a população não deixou de praticar o popular desporto nem tão pouco desistiu de tentar arranjar um novo campo. Foi este objectivo que impulsionou a criação do Clube Desportivo de Paços de Brandão. As cores e o equipamento são da autoria do artista brandoense Ramiro Relvas. Teve como primeiro presidente o sócio fundador Joaquim Carvalho e a restante direcção composta pelos fundadores e reforçada por mais elementos. O CDPB teve a sua primeira equipa sénior a disputar a 2ª Divisão Regional de Aveiro, em 1963 subiu à 1ª Divisão Distrital na qual esteve até à época de 1969/70 em que foi campeão de Aveiro e ascendeu à 3ª divisão nacional, ai esteve até 1977 em que conseguiu o 2º lugar promoveu o CDPB até 2ª Divisão onde não aguentou mais do que uma época. Hoje encontra-se na 1ª Divisão Distrital de Aveiro.

## Divisão
II Divisão distrital da AF Aveiro

## Palmarés
- Campeonato de Elite AF Aveiro: 1971/72
- 2ª Divisão AF Aveiro: 2014/15
- Taça AF Aveiro: 2004/05 e 1988/89

## Estádio
Estádio D.Zulmira Sá e Silva (1.000 espectadores)

## Marca do equipamento
Mizuno

## Patrocínio
FMB
RESTAURANTE BRASÃO
ZARRINHA